# Нечаевское сельское поселение (Орловская область)
Нечаевское сельское поселение — муниципальное образование в Корсаковском районе Орловской области России.
Создано в 2004 году в границах одноимённого сельсовета. Расположено в центрально-восточной части района.
Административный центр — деревня Нечаево.

## Население
| 2010 | 2012 | 2013 | 2014 | 2015 | 2016 | 2017 |
| ---- | ---- | ---- | ---- | ---- | ---- | ---- |
| 623  | ↗628 | ↘616 | ↘605 | ↘594 | ↘590 | ↘587 |
| 2018 | 2019 | 2020 | 2021 | 2023 |      |      |
| ↘565 | ↘549 | ↘547 | ↘536 | ↘528 |      |      |

## Населённые пункты
В состав сельского поселения (сельсовета) входят 8 населённых пунктов:
| № | Населённый пункт | Тип     | Население (чел.) |
| - | ---------------- | ------- | ---------------- |
| 1 | Данилово         | деревня | 31               |
| 2 | Киселёво         | деревня | ↘0               |
| 3 | Красная Дубрава  | деревня | ↘20              |
| 4 | Нечаево          | деревня | ↘549             |
| 5 | Прудки           | деревня | ↘18              |
| 6 | Спасское         | село    | ↘0               |
| 7 | Языково          | деревня | ↘0               |
| 8 | Яршево           | деревня | 5                |